# Coleophora helichrysiella
Coleophora helichrysiella é uma espécie de mariposa do gênero Coleophora pertencente à família Coleophoridae.